# 爆ボンバーマン2
『爆ボンバーマン2』（ばくボンバーマンツー）は1999年12月3日にハドソンから発売されたアクションゲーム。NINTENDO 64におけるボンバーマンシリーズ第3作目。

## 概要
1997年に発売された『爆ボンバーマン』の続編であるが、『ボンバーマンヒーロー ミリアン王女を救え!』が間に発売されているため、ボンバーマンシリーズではNINTENDO 64の第3作目にあたる。日本国外での名称は『Bomberman 64 The Second Attack!』。
ストーリーに沿ってワールドをクリアしていく1～2人用3Dアクション「ストーリーモード」と最大4人での対戦プレイが可能な「バトルモード」の2つが収録されている。ストーリーモードは歴代ボンバーマンシリーズの中でも屈指の難易度を誇る。爆弾を設置しながら敵と戦ったり、時には謎を解いたりしながらゲームを進めていく基本的なスタイルは『爆ボンバーマン』を踏襲している。フィールドは前作同様の3Dマップだが、グラフィックは『ボンバーマンヒーロー ミリアン王女を救え!』に近い。また今作は3Dスティックだけでなく十字キーでも移動が可能。
本文中での作品に関する記述だが、本作とは一部キャラクター的にもシステム的にも軸繋がりのある『爆ボンバーマン』を「前作」と記載する。
ストーリーモードは「属性ボム」の登場で前作以上にパズル的な要素が増えたり、ショップでアイテムを購入したり、サポートキャラを育成したりと、アクションRPG的な色合いが強まった。また相棒の謎の生物「ポミュ」やリリー、ルキフェルス、時空の七騎士等多彩な脇役が揃い、キャラクター同士の掛け合いが大幅に増えており、前作以上にストーリー展開が重視されている。
バトルモードは前作の流れを汲みつつ、5つのモードの登場で2D時代のボンバーマンのバトルと一線を画したアクションゲームとなっている。
本ゲームのBGMを担当しているのは光田康典、マユツバ（現在ACE）、大槻“カルタ”英宣、弘田佳孝である。サウンドトラックの発売はされていない。

## ゲームシステム

### アイテム
爆弾を使ってブロックやオブジェを破壊することで出現する様々なアイテム。大半がストーリーモード、バトルモードに共通して登場する。ボンバーマン（または2P操作のポミュ）がそれを取ることで、ボンバーマンをパワーアップ（もしくはダウン）させることができる。
ファイアーアップ
設置する爆弾の火力が1段階上がる。段階は最低0-最高3であり、火力の上下が及ぼす効果は爆弾の種類によって異なる（爆風の届く距離や範囲が伸びる、効果時間が長くなるなど）。
フルファイアー
設置する爆弾の火力が最大まで上がる。バトルモードでは火力最大の者が倒された時のみ出現する。
ファイアーダウン（ストーリーのみ）
設置する爆弾の火力が1段階下がる。ストーリーモードでは場合によっては火力が低いほうが使い易い局面もあるので、一概にマイナス効果とは言えない。
ボムアップ
一度に設置できる爆弾の数が1個増える。段階は最低0-最高3であり、ストーリーモードでは爆弾の種類によって増加の上限が異なる。
ボムダウン（ストーリーのみ）
一度に設置できる爆弾の数が1個減る。他のボンバーマンシリーズにある「爆弾を勝手に置いてしまう」という状況は無いので、このアイテムは完全にマイナス効果となっている。
ブーツ（スピードアップ）
ボンバーマンの移動スピードが1段階上がる。段階は最低0-最高3。ちなみに過去のボンバーマンシリーズと異なり緑色をしている。
下駄（スピードダウン）
ボンバーマンの移動スピードが1段階下がる。他のボンバーマンシリーズにある「ブーツの取りすぎでスピードが極端に速くなる」という状況は無いので、このアイテムは完全にマイナス効果となっている。
キック
設置した爆弾に体当たり（または爆弾を置いてその場でAボタン）でその爆弾を前方に蹴り転がすボムキックが可能になる。蹴った爆弾は障害物にぶつかるか、Rボタンを押すまで止まらない。敵に直接ぶつけると「気絶」させたり（効かない相手もいる）、アイテムを落とさせたりする。バトルモードの場合は真正面からぶつかると受け止めることができる。
グローブ
設置した爆弾を持ち上げて（または目の前に何もないときBボタンで持ち上げて）投げるボム投げが可能になり、持ち上げたままBボタンを離さなければ溜めボムも作れるようになる。敵に直接ぶつけると、「気絶」させたり（効かない相手もいる）、アイテムを落とさせたりする。他人の置いた爆弾や気絶させた敵やボンバーマンを持ち上げて投げることもできる。また、一段差上に置かれているアイテムも、これで持ち上げて取ることができる。
リモコン（ストーリーのみ）
爆弾を好きな時に爆破できるようになる。ただし、ストーリー中に結界や電磁波が発生してリモコンボムが使えなくなる場面では無効となる。
ハート
ストーリーモードではボンバーマンのライフを1ポイント回復する。バトルモード「キング&ナイツ」の場合はチームのライフを回復する。その他のバトルモードでは、1個だけストック可能で、1回だけダメージを受けても耐えられる。前作とは異なり、ハートの再利用は一切できない。
無敵（ストーリーのみ）
取った瞬間から一定時間、敵の攻撃から完全に身を守れる。ただし、崖下・水中に落下した場合や闇ボムに巻き込まれた場合は通常通りゲームオーバー。
お金
ストーリーモードではショップ（後述）での買い物に必要となる。大きいコインほど金額が大きい。最大99999まで。バトルモードでは「スコアアタック」のみに登場し、取ることで得点が加算される。
エサ（食べ物）
ストーリーモードでは、一定量以上取るとポミュが進化する。「野菜」「肉」「お菓子」の3タイプがあり、取り方に応じて、ポミュが進化する際の分岐が分かれていく。バトルモードでは「スコアアタック」のみに登場し、取ることで得点が加算される。
ドクロ（バトルのみ）
取ると取得者に様々な特殊効果がつく。取ってみるまでどんな効果があるか判らず、内容次第で有利にも不利にもなる。効果は他のポンバーマンに接触したり、ダメージを受けたり、一定時間が経過すると消える。他のボンバーマンに接触した場合はその相手に効果が移る（相手もドクロ状態の場合は効果が入れ替わる）。なお、このアイテムがストーリーモードに登場することはないが、(※) 印がついたものは敵の攻撃によって同様の効果を引き起こす場合がある。
| リトル         | ボンバーマンが小さくなり、移動スピードが2倍になる。 |
| ビッグ         | ボンバーマンが大きくなり、移動スピードが半減する。 |
| ハムスター     | ハムスターの姿となり爆弾を設置できなくなる（爆弾を持ち上げていた場合は投げられなくなる）(※)。 |
| リバース       | 移動の上下左右が逆になり、さらに障害物にぶつかるまで止まれない (※[注 3])。 |
| フェイクボム   | 普通の爆弾の爆発が溜めボム仕様となる。 |
| クリア         | ボンバーマンの姿が影以外透明となり見えなくなる。 |
| ブラインド     | 4分割対戦の時、画面にノイズが入ってよく見えなくなる。（キートライアル、スコアアタック） |
| ファイアーマン | 炎に包まれて無敵状態になる。 爆弾を設置できないが、相手に接触するだけでライフ1ポイント分のダメージを与えられる（ドクロの効果が相手に移らない）。 さらに爆弾に触れるとその爆弾は爆発。効果が切れると本人がライフ1ポイント分のダメージを受ける。 |
| 死神           | 死神に取り憑かれ、その場では特にこれと言って変わった効果は無いが、一定時間が経過すると即死してしまう (※)。 |
デビル（バトルのみ）
取ると全員に影響を及ぼす様々な特殊効果が発生する。取ってみるまでどんな効果があるか判らず、内容次第で有利にも不利にもなる。一定時間が経過すると効果は消える。
| ハリケーン  | フィールドに竜巻が発生する。進路上のキャラクターや爆弾を遠くに吹き飛ばす。一部のステージでは、これにより場外に飛ばされた場合も即死となる。                  |
| ガリバー    | 全員がドクロの“ビッグ”状態になる（ボンバーマンが大きくなり、移動スピードが半減）。                                                                          |
| 全員クリア  | 全員がドクロの“クリア”状態になる（ボンバーマンの姿が影以外透明となり見えなくなる）。                                                                        |
| ALLドクロ   | 全員に何らかのドクロの効果が発生する。どんな効果になるかはそれぞれがランダム。                                                                              |
| ALLキング   | 全員が王の姿になる。（キング&ナイツのみ） |
| クェイク[1] | フィールドが激しく揺れる。見た目だけであり、実際には何の異変も無く、見えにくくなるだけ。 振動パックをコントローラーにつけている場合は揺れている間振動する。 |
| ポイズン    | フィールドに毒ガスが撒かれ（画面全体が緑色に変色）、一定周期ごとに誰かが「気絶」してしまうことがある。ささやかながら、これも振動パックが振動する。          |
| チェンジ    | ボンバーマンの位置が互いに突然入れ替わる。誰が誰と入れ替わるかはランダムで、チェンジ直後の無敵時間はない。                                                  |
| クリアーMAP | ステージの地形、キャラクターの影が透明となって見えなくなる。                                                                                                |
| 天の恵み    | 上空から金貨が次々に降ってくる。（スコアアタックのみ） |

### 溜めボム
Bボタンで爆弾を持ち上げてからそのままBボタンを離さずにいると爆弾を巨大化させることができ、破壊力が飛躍的に大きい「溜めボム」を作ることができる。爆風は水ボム・土ボムは円柱状、それ以外は球形で、どの属性のボムも爆風は障害物を貫通し、普通のボムより範囲は大きく、爆発時間は長くなる。ただし溜めボムの爆風は火力が何段階であっても同じ大きさ・時間である。ちなみにBボタンを押している最中に十字キー／3Dスティックを円を描くよう回すと早く溜めボムが作れる。大きく重いために一度投げると持ち上げたり蹴ったりできず、爆発させるしかない。前作で使用できた「敵キャラクターに溜めボムを直接ぶつけると即死させる」システムは廃止された。

### ボムジャンプ
前作と本作のみで使える特殊な移動手段。ボンバーマンはジャンプすることはできないが、飛び降りた着地地点が爆弾だった場合、進行方向に弾かれる。これを足場として利用することができる。基本的な使い方は、窪みに爆弾を落とし、その上に飛び乗る。応用的なモノとしては、気絶時は跳ねるのを利用して、壁に投げて意図的に気絶を起こし、段差を乗り越える。サイズの大きい溜めボムを置いたり、既に設置した爆弾の真上にさらに爆弾を積み上げることで、複雑な足場を作れるようになっている。前作より挙動がやや自由であり、ジャンプ中の方向転換などが可能になった。

## ストーリーモード

### ストーリー
遥か昔、この宇宙は一人の天使によって創造されたという。天使は星と空と海を創り、そして最後に多くの命を産み出した。しかし天使は女神と魔神の2つの力に分裂してしまい、互いに対立する。宇宙を暗黒で支配しようとする魔神を封じるため、女神は正義の戦士「セブンエレメンタルナイツ」を集めた。女神と7人の戦士は戦いに勝利し、魔神を7つの聖石で封印し宇宙に平穏を取り戻した。
時は流れ、宇宙に再び不穏な影が忍び寄っていた。ルキフェルスと名乗る男が、惑星カオスの神殿より、宇宙に存在する8つのエレメンタルの内の1つ「聖邪のエレメンタル」を手に入れる。それを機に「秘密結社B.H.B団」を結成し、宇宙征服に乗り出した。更にかつての「セブンエレメンタルナイツ」を洗脳し、自分の部下として「時空の七騎士」と名乗らせ幹部に仕立て上げる。そして残る7つのエレメンタルを集めるために巨大戦艦ノアでブラックホールを作り出し、いくつもの惑星を侵略、支配、捕獲し宇宙を駆け巡り始めた。そして今、ルキフェルスは次の標的である「ボンバー星」へと進んでいた。
その頃、ボンバーマンは故郷のボンバー星を侵略しようとしたアルタイル一味との戦いの疲れを癒すために温泉惑星Ksa2（クサツー）を訪れていた。しかしその帰り道、ルキフェルスの作り出したブラックホールに宇宙船ごと飲み込まれてしまう。
気がつけばそこは牢屋の中。爆弾で牢屋を壊して脱出しようとするが、爆弾を生み出す源である「炎のエレメンタル」が盗まれていることに気づく。それこそが、ルキフェルスの捜し求めたエレメンタルの、最後の1つだった。途方に暮れるボンバーマンだったが、温泉で見つけた珍しそうな卵から出てきた宇宙軟体生物「ポミュ」に助けられ、エレメンタルを取り戻して窮地を脱する。こうして、ブラックホールから脱出するための戦いが始まった。

### 主な登場人物
ボンバーマン
声 - 桑島法子
本ゲームの主人公。ルキフェルスによって人工的に作られたブラックホールに飲み込まれた。脱出するためにルキフェルス率いる秘密結社B.H.B団と戦う。本編では一切言葉を話さないが、エンディングデモではポミュやリリーと会話している。
ポミュ
声 - 中山真奈美
ボンバーマンが温泉惑星Ksa2から持ち帰ったタマゴから出てきた謎の生命体で、本人によれば非常に珍しい「宇宙軟体生物」。ブラックホールから脱出するためにボンバーマンと協力して戦う。語尾に「ミュ〜」がつく。パートナーキャラとしての紹介は下記を参照。
女戦士 リリー
声 - 宍戸留美
本作品のヒロインで、ボンバーマン同様にB.H.B団に捕らえられていた女海賊。エレメンタルのことを少なからず知っているらしく、物語上ボンバーマンに協力する過程でエレメンタルの話題をたびたび口にする。彼女と出会ったボンバーマンが目をハートにして立ちくらみを起こしたり、ポミュが「かわいい」と評する美少女である。
紅蓮の炎 ベルフェル
声 - 郷里大輔
B.H.B団幹部「時空の七騎士」の最年少。「アルカトラーズ」の下水道で立ちはだかり、ボンバーマンの持つ『炎のエレメンタル』を引き渡すよう要求する。炎を使った攻撃を仕掛ける。
凍土の支配者 ベフィモス
声 - 郷里大輔
「時空の七騎士」の一人。「アクアネット」のエレベーターホールで待ち構えており、フレイザーという氷の銃を使った遠距離攻撃を駆使する。時空の七騎士唯一の突撃型の即死技を持っておらず、代わりに強力なレーザー「アイスレクイエム」を放つ。
暴風王 アスタロト
声 - 林延年
「時空の七騎士」の一人。「ホライゾン」の広場に現れ、ボンバーマンを挑発した後に戦いを挑んでくる。竜巻を飛ばすなど、風や竜巻を使った攻撃が得意。女性には優しいキザ男で、倒されたふりをして罠を仕掛ける卑劣な一面を持つ。一方、作戦会議ではバアルやゾニアの放言を戒めたり、仲間割れを仲裁したりもしている。
雷帝 バアル
声 - 桑島法子
「時空の七騎士」の一人の女性。「スターライトカジノ」の舞台部屋に潜んでボンバーマンを待ち伏せする。電撃の使い手。リリーがエレメンタルのことを知っている背景を掴んでいる。ルキフェルスへの忠誠心が強く特別な感情を抱いているところがあり、作中でルキフェルスがリリーを気にしている（作戦進行の妨げになる恐れがあったから）ことに嫉妬していた。冷酷非情でずる賢く攻撃的な性格だが、内面は一途で健気。
怒れる大地 モロク
声 - 郷里大輔
「時空の七騎士」の最長老にして、一番の怪力の持ち主。「ネバーランド」の通路でボンバーマンの行く手を塞ぐ。戦士としての人格と礼儀を重んじる正々堂々とした偉丈夫で、ベルゼバルからも一目置かれている。足場を揺らしたりボンバーマンを投げ飛ばすなど、力技を繰り出す。倒されると死に際に足場を破壊してボンバーマンを溶岩に落とそうとする執念を見せる。
浄化の光 ゾニア
声 - 冬馬由美
「時空の七騎士」の一人の女性。「ハッピーラント」のジェットコースターから吹き飛ばされたボンバーマンを襲撃する。全てを消し去る閃光を操り、光の弾やレーザーで攻撃する。高慢で高笑い癖があり作中で何度も発していた。戦いにおいては勝利が全てであり、モロクが信条とする正々堂々とした戦士のスタイルとは真っ向から反発している。常に女性が優れていると思っており、男を見下しているがベルゼバルのことは認めていて少し特別な感情を抱いていたらしい。
闇の吐息 ベルゼバル
声 - 林延年
「時空の七騎士」の一人。「デススター」のビル屋上でボンバーマンと相見える。ボスの中で唯一、即死攻撃を2つ使用できる。正体は前作に登場したマスカー三人衆の「レグルス」。前作でボンバーマンに敗れて以降、彼のライバルとして強く意識している。ボンバーマンとの決着をつけるため、ルキフェルスの洗脳に陥ったふりをして闇のエレメンタルの力を授かった。そのため、ルキフェルスには非協力的であり、ボンバーマンを倒すことだけを生きがいとしている。
暗黒の救世主 ルキフェルス
声 - 速水奨
B.H.B団総帥。「巨大戦艦ノア」の最上階にいる。元々は宇宙海賊だったが、「聖邪のエレメンタル」を手にしてからは他の7つのエレメンタルを探し回るようになり、秘密結社B.H.B団を立ち上げた。全宇宙の征服を企てている。
魔神 サートゥス
声 - 郷里大輔
かつて女神と対立した魔神。女神と「セブンエレメンタルナイツ」を前に敗れ去った。
正義の女神 ミハール
声 - 冬馬由美
かつて魔神と対立し、「セブンエレメンタルナイツ」を従え魔神を封印した。
混沌の魔神 サートゥス
声 - 郷里大輔
全てのエレメンタルの力を入手した、サートゥス真の姿。複数存在する最終ボスの一人。
宇宙の創造者 聖邪の天使
声 - 速水奨
この宇宙の創世主。女神ミハールと魔神サートゥスが分裂する前の姿。現存する宇宙を滅ぼしたり、再び新たな宇宙を作り出したりする力を持つ、創造と裁きの天使。複数存在する最終ボスの一人であり、生半可な腕では倒せない。
「NINTENDO 64最強のラスボス」と評されることもある。

### ゲームの流れ
全8ワールド構成。B.H.B.団が作り出したブラックホールから脱出するために、ブラックホールに吸い込まれた各惑星をさまざまなボムを駆使してながら謎を解いて攻略し、最後に到達する「重力制御室」で、ブラックホールを発生させている重力発生装置を破壊する。途中「時空の七騎士」と呼ばれるボスと戦い、最初に戦うベルフェル以外の6人は、それぞれ倒すとエレメンタルを落とし、その力でボンバーマンは新しい属性のボムを使えるようになる。攻略できる順番はある程度決められている。最終的にはB.H.B.団総帥ルキフェルスの待つ本拠地にしてブラックホール発生源である巨大戦艦ノアを制圧することになる。余談だが、ルキフェルスの持つ『聖邪のエレメンタル』は入手できない。
ボンバーマンの体力はライフ制で、敵の攻撃や風ボム以外の爆弾の爆風に巻き込まれると減る。今回は残機数の概念が存在しないため、ライフが尽きるとゲームオーバーとなる。またボスの持つ即死攻撃を喰らったり、闇ボムの爆風に巻き込まれたり、ガケ下や水中・溶岩・トゲなどに落下した場合はライフの残量に関係なくゲームオーバーとなる。
敵キャラクターはそれぞれ爆弾の属性によって効きやすさが異なり、ダメージを与えるとその敵のライフ残量がその都度表示される（普段は白いゲージが、減った分だけ赤くなる）。そのため、爆弾の爆風を当ててどれくらいのダメージを与えたかの判断が重要である。爆弾の種類や攻撃した敵によっては、爆風の中心に近い場合や気絶させている最中だとダメージをより多く与えられることもある。しかし場合によっては逆にライフを回復させてしまうこともあるので、闇雲に戦っても効率は良くない。
ボスキャラクターの体力はボンバーマン同様のライフ制だが、ボスの残りライフを知ることはできない。
敵を倒すと何がしかのアイテムを落とすことがほとんどだが、ボムキックやボム投げで爆弾を直接当てた時もアイテムを落とすことがある。
データのセーブは、ステージクリア時と、「ショップ」で何かを購入した時に自動的に行われる。それぞれのワールドはスタートからボス、最後の「重力発生装置」までつながっており、セーブはワールドクリアまで行われない。ゲームオーバーの際は、ワールドをやり直す（ボス戦前ならワールドの最初から、ボス戦後ならボス戦後から）か、そのワールドから出てワールドセレクト画面に戻るかを決めることになるが、一度ワールドを出ると途中から再開することはできない。
マルチエンド制であり、条件によって最終ボスも変化する。エレメンタルを全て集めなかったり、全て集めた場合に巨大戦艦ノアで戦う中ボスの1人リリー（ミハール）の即死技を受けた場合は、クリアするとノーマルエンドになる。エレメンタルを全て集めて、リリーに勝った場合は、クリアするとグッドエンドになる。
グッドエンドの最後に表示される12個の文字は「爆ボン2解く得キャンペーン」用のものであり、12個の文字を、キャンペーンチラシに付属している「爆ボン2解く得応募券」を添付したハガキに明記して送ると、抽選で150名に『ボンバーマンMAX 完全データバージョン』を含む4点のグッズが贈られた。

### 爆弾の属性
ストーリーモードでは、各ワールドでボスを倒し、ボスの持つエレメンタルを入手するとそのエレメンタルの力が宿った爆弾が使えるようになる（ファイアーボムのみ初めから持っている）。Cボタンユニット（上以外）で切り替えができ、ステージ上では使い分けなければ解けない仕掛けが多数登場する。さらに敵キャラクターにはそれぞれ効きやすい属性と効きにくい属性があるので、場面に応じて使い分ける必要がある。
使用した属性のボムでは破壊できない障害物は独特の共鳴音が鳴り、対応する属性のボムを使用することで破壊が可能。
爆風が十字に飛ぶ爆弾を使う際、部屋の構造および出入りした場所によっては視点が変わり、それに伴って爆風が斜めに飛ぶ場合もあるので、注意が必要。
ファイアーボム（炎ボム）
最初のワールド「廃棄惑星アルカトラーズ」のスタート時から持っている、ボンバー星（ゲーム内では「ボンバーマン星」と表記）に伝わる爆弾を生み出す源『炎のエレメンタル』の力を持った爆弾。シンボルカラーはオレンジ、または赤。
爆風は2Dのボンバーマンシリーズに近い十字型で、障害物を貫通しないが、途中に斜めの壁があると爆風は壁に沿って進む。空中で爆発させると、重力に従って爆発が地面の方向に曲がる。爆弾設置可能数は最大4個。火力が上がると爆発が遠くまで届く。
溜めボムの爆風は爆ボンバーマンに近い球形で、爆風は障害物を貫通する。
初期のボムの中では威力が比較的強く、どの敵に対してもある程度効果がある。ある場所では溶岩に投げ込むと溶岩の量を増やすことができる。なおバトルモードではこの爆弾のみを使う。
アイスボム（水ボム）
「水の惑星アクアネット」で手に入れることができる、『水のエレメンタル』の力を持った爆弾。シンボルカラーは青。
爆風は円柱状に広がる冷気で、障害物を貫通。爆弾設置可能数は最大3個。火力が上がると爆発円が大きくなる。
溜めボムも円柱状で範囲が広く、爆発時間が長くなる。
水中や溶岩に落とすと氷の足場ができる。これを利用し水中や溶岩を渡る箇所もある。ただし時間が経つと足場は消える。また特定の噴水や機械などを凍りつかせることができる。「ホライゾン」にいる敵は水ボムがよく効くものが多い。
ハリケーンボム（風ボム）
「風の惑星ホライゾン」で手に入れることができる、『風のエレメンタル』の力を持った爆弾。シンボルカラーは緑。
爆風は十字型に広がる竜巻で、障害物を貫通。爆弾設置可能数は最大3個。火力が上がると爆発が遠くまで届く。
溜めボムは球形の爆風で、障害物を貫通する。
唯一ボンバーマンが爆風に触れてもダメージを受けない爆弾だが、障害物にぶつかるまで爆風の方向に飛ばされる。これを利用して高速で移動したり空中を移動することができる。ただし場外まで飛ばされると即死してしまう。敵を攻撃することが可能で、敵が発生させた竜巻を相殺することも可能だが、一部の敵には全く効かない。すべてのボスにも有効。
ライトニングボム（雷ボム）
「娯楽惑星スターライトカジノ」で手に入れることができる、『雷のエレメンタル』の力を持った爆弾。シンボルカラーはピンク、または薄紫。
爆風は十字型に広がる電流で、障害物を貫通。爆弾設置可能数は最大4個。火力が上がると爆発が遠くまで届く。
溜めボムは球形の爆風で、障害物を貫通する。
機械に関する仕掛けを動かすときに使う。機械の敵キャラクターによく効く。
ナパームボム（土ボム）
「土の惑星ネバーランド」で手に入れることができる、『土のエレメンタル』の力を持った爆弾。シンボルカラーは茶色。
爆風は地面に複数の穴が十字状に並び、そこから溶岩が噴き出す。穴は障害物を越えて広がることはない。空中で爆発させると爆風が地面に着地してから溶岩が噴き出す。爆弾設置可能数は1個のみ。火力が上がると爆発時間が延びる。
溜めボムは巨大な円柱状で、障害物を貫通する。爆発時間も延びる。
灼熱の溶岩爆弾で、威力もあるが一旦爆発するとしばらく燃え続けるため長時間敵にダメージを与える。空中を飛ぶ敵キャラクターには届かない。硬い金属を溶かすことも可能。
ミュートボム（光ボム）
「遊戯惑星ハッピーラント」で手に入れることができる、光のエレメンタルの力を持った爆弾。シンボルカラーは白。
爆風は球状の強い光で、障害物を貫通。爆弾設置可能数は1個のみ。爆発時間が比較的長いが、火力が上がると爆発時間がさらに延びる。
溜めボムは球形で、全ボムの中で爆発時間が最も長い。
骸骨・幽霊・闇属性の敵を即死させる他、機械のギミックをしばらく停止させる。ただし機械の敵などには全く効かない。ダメージは総じて弱めだが、爆発時間が長いのでダメージを長く与えることができ、ボス戦などではまれに1つのボムで複数回ダメージ与えられる。
グラビティボム（闇ボム）
「流刑惑星デススター」で手に入れることができる、『闇のエレメンタル』の力を持った爆弾。シンボルカラーは青紫。
爆風は球状のブラックホールで、障害物を貫通。爆弾設置可能数は1個のみ。火力が上がると爆発時間が延びる。
溜めボムも球形で、爆発時間がさらに延びる。
全てを押し潰す強力な重力を発生させ、敵キャラクターは勿論、ボンバーマンやアイテムなどを含むほとんどの物は一瞬で飲み込まれて即死・消滅する。一部の敵キャラクターと、最終ボスを除くボスキャラクターには全く効かない（ポミュにも効かない）。敵が撃ってくる光の球を飲み込むことも可能。

### ガーディアンスーツ
ストーリーを進めていくと手に入る、ボンバーマンが身につけることができる特殊な装着品。取ると自動で装備され、入手後にセーブすると、ゲームオーバーになってもスーツの効果は受け継がれる。なお、入手する場所に関係なく必ず“ブーツ→アーム→メイル→ヘルム”の順に入手するようになっているため、いきなりヘルムから取るということはできない。
ガーディアンブーツ
通常はアイテムを手に入れることではじめて使えるようになるボムキックが、いつでも使えるようになる。
ガーディアンアーム
通常はアイテムを手に入れることではじめて使えるようになるボム投げと溜めボムが、いつでも使えるようになる。
ガーディアンメイル
敵キャラクターからの攻撃などで「気絶」するとしばらく行動不可能となり、回復するにはAまたはBボタンを連打する必要があるが、これを身につけるとその回復が早くなる。
ガーディアンヘルム
通常はアイテムを手に入れることではじめて使えるようになるリモコンボムが、いつでも使えるようになる。ただしストーリー中でリモコンを使えなくなる場面では、このスーツを持っていても使えない。

### お助けキャラ・ポミュ
ストーリーモードではボンバーマンのほかにもお助けキャラであるポミュが登場する。ポミュは2Pのコントローラーで操作できるが、コンピュータに操作を任せることも可能。いくら敵から攻撃されても気絶するだけで倒されることはなく、いかなる攻撃でも死なない。コントローラーで操作している状態ならばアイテムをボンバーマンの代わりに取ることができる。それぞれのステージで敵を倒したりすることで集めた食べ物の種類と量によって、様々な能力を持った形態に進化を遂げていく（ショップのアイテムで退化させることもできる）。ただし、ボス戦および重力制御室では一切の行動ができない。

#### ポミュの進化
アイテムとして登場する「野菜（果物）」「肉」「菓子」の3種類から一定のポイントを取得すると、各ステージ開始時にポミュが進化を行う。進化は3回（レベル4）まで可能。
野菜が多いと「順当進化」、肉が多いと「異態進化」、レベル4進化時に菓子が多い場合の「特殊進化」に分岐する。各タイプによって飛行したり、攻撃のモーションが変化し、ダメージや気絶の特性が変化する。
ショップで購入可能なアイテムで意図的に退化させることも可能。
レベル1
ポミュ
ゲーム開始時の基本的な姿。一頭身で二足歩行の直立体制だが、横に長い耳を持つ。攻撃はジャンプからの頭突きを行い、ヒットすると相手は気絶する。頭突き後は起き上がる動作を取るため、攻撃後の硬直が長い。レベル2よりも移動速度が遅い。

レベル2
ポミュ・ナックル
ポミュから順当進化した姿。耳が短くなり、グローブとブーツを付けたような姿。攻撃は腕を使って殴る。効果自体はポミュと同じだが硬直が軽減されている。
ポミュ・アニマル
ポミュから異態進化した姿。四足歩行で耳の方向が後ろの位置に変化、尻尾が伸び始める。攻撃はポミュと同じく頭突きで効果も同じ。ただし前進距離が伸び、硬直もナックルほどではないが軽減されている。

レベル3
ポミュ・ハンマー
ナックルから順当進化した姿。ヘルメットにピコピコハンマーのような武器を装備した姿。攻撃はハンマーを使っての殴打で少しだけダメージがある。リーチが長く、攻撃速度・硬直が軽く、連続で攻撃できる。
ポミュ・クロー
ナックルから異態進化した姿。灰色の体色になり耳がアニマルのように伸び、爪が長くなった獣人の様な姿。攻撃は前進しながら爪を使ったひっかき攻撃（4回）でハンマーよりも威力が高い。移動速度がボンバーマンとほぼ等速。
ポミュ・ペンギン
アニマルから順当進化した姿。名前通りペンギンのような姿に変化している。攻撃はくちばしで突っつくもので、効果はアニマルと同じ。前進こそしないがリーチはあり、攻撃速度と硬直が非常に軽い。移動速度がボンバーマンとほぼ等速。
ポミュ・ビースト
アニマルから異態進化した姿。トサカの様な部位が発生し牙が伸び、体色がオレンジに変化、さらに皮膚が硬質化している。攻撃は前転しながらの体当たりで、攻撃力がかなり高い。

レベル4
ポミュ・マジック
ハンマーから順当進化した姿。全身をローブで纏い、魔法の杖を装備。常に浮遊移動するようになり、攻撃は杖から星型の炎を発射する。移動速度がボンバーマンとほぼ等速。
ポミュ・ナイト
ハンマーから異態進化した姿。全身を甲冑で纏い、大剣と盾を装備。攻撃は大剣を使ってきりかかる。モーションこそ遅いがリーチが長い。甲冑で覆われているため、会話シーンでのフェイスアップで表情が全く読み取れなくなる。
ポミュ・プチデビ
クローから順当進化した姿。かわいらしい小悪魔の姿に変化し、槍のような武器を装備。常に飛行し、攻撃は斜めに降下しながら槍で突き刺す。移動速度はボンバーマンよりやや早い。
ポミュ・ネコミミ
クローから異態進化した姿。ボンバーマンたちと同じ2・3頭身の体つきになり、手脚がはっきり分かる人型の姿に。ピンクの髪と猫耳が特徴。攻撃は飛び蹴りを行い、一定距離進むか相手にあたるとバック宙して戻る。攻撃速度・前進距離が異様に高く、攻撃力も最も高い。なお、攻撃中は落下しないので、連続で発動すると空中を移動できる。移動速度はプチデビよりも早く移動可能。
ポミュ・バード
ペンギンから順当進化した姿。鳥もしくはプテラノドンのように、長いくちばし、長い首、大きな翼を持つ。常に飛行し、羽を使って竜巻を起こす攻撃を行う。射程がかなり長く、威力はネコミミと同じく最も高い。移動速度がボンバーマンとほぼ等速。
ポミュ・チキン
ペンギンから異態進化した姿。黒い鶏のような姿に変化。攻撃は前進しながらくちばしで3連続つつく。移動速度はプチデビ・ネコミミと同等に早い。
ポミュ・ドラゴン
ビーストから順当進化した姿。文字通りのドラゴンのような、赤い体色に太い尻尾、羽を持つ。常に飛行し、口から炎を吐く高威力攻撃。攻撃中の硬直は長いが、攻撃中は常に炎を吐き続ける上にリーチも長い。ボンバーマン側でワープさせながら攻撃し続けると広範囲を焼くことができる。なお、炎属性の敵には効果がない。移動速度がボンバーマンとほぼ等速。
ポミュ･ダイナ
ビーストから異態進化した姿。恐竜のような姿で、巨大な角を持つ。攻撃は角から雷を発生させ、飛び道具の形で放射。他の飛び道具型のポミュに比べて水平に撃つため射程がかなり長く、扱いやすいのが特徴。
ポミュ・ピクシー
レベル2進化時に順当進化したレベル3から特殊進化した姿。ピンクの体色に妖精のような羽と、杖を持っている。常に飛行し、星を飛ばす攻撃の他に、ポミュの中で唯一ハートを出して回復させる能力を持つ(1エリアで1回。エリアを切り替えることで何度でも使用できる)。移動速度はポミュの中でも特に早い。
ポミュ・ダーク
レベル2進化時に異態進化したレベル3から特殊進化した姿。黒い体色に、角と大きな羽を持つ。常に飛行し、攻撃は角でつつく攻撃と氷を飛ばす攻撃の二種類を持つ。つつき攻撃は攻撃速度と硬直が非常に軽く、氷の攻撃はヒット時に柱を発生させる（氷属性の相手には通用しない）。移動速度がボンバーマンとほぼ等速。

### ショップ・宇宙商船フロンティア
ワールドセレクト画面から行ける、様々な特殊アイテムを販売する店。それぞれのワールドで稼いだお金でアイテムを購入できる。アイテムは種別問わず購入すると自動的にゲームデータがセーブされる。ライフの上限を増加させたり、ステージ内部で手に入れることができないカスタムパーツを購入したり、それぞれのステージに待ち構える強力なボスキャラクターの攻撃方法を予習することなどができる。この作品ではボスキャラクターの攻撃がシリーズの中でも非常に熾烈であり、何も知らないまま戦うとあっけなく倒されてしまうこともあるので、あらかじめ攻撃パターンを把握しておくことが望ましい。

### ワールド紹介
アクアネット・ホライゾンはアルカトラーズ攻略後に、スターライトカジノ・ネバーランドはアクアネット・ホライゾン攻略後に、ハッピーラント・デススター・ノアはスターライトカジノ・ネバーランド攻略後に、それぞれ初めて行けるようになる。
「時空の七騎士」撃破後はBGMが変化する（ポミュ進化を挟むと変化前で攻略可能）。
廃棄惑星アルカトラーズ
ボンバーマンが最初に流れついた惑星。下水などの廃棄場がある惑星。侵入者を投獄する施設もある。狭い地形が多いので、ボムを闇雲に設置すると自分にも危険が及ぶので注意しなくてはならない。ボスは「紅蓮の炎」ベルフェル。
B.H.B団戦闘員
下級戦闘員。普段は動きが遅いが、一直線にパンチを仕掛ける時は速い。
マッドラット
鼠のモンスター。近づくと素早く噛みついてくる。爆弾をキックか投げで当てるとアイテムを落とす。
ブラッキー
蝙蝠のモンスター。低空を飛んでいるだけで、危険度は低い。
TR-01
その場から動かないが、ボムを発射してくる砲台。
BH-TYPE01
警備マシン。赤い光線刃を装着し、回転しながら襲ってくる。
BH-TYPE02
B.H.B団戦闘員が乗り込んだ二足歩行型ロボット。大きなビームサーベルを使って攻撃する。頑丈だが機械なので雷ボムに弱い。破壊すると戦闘員が降りる。

水の惑星アクアネット
古代都市が水中に沈んだ惑星。ボンバーマンは泳げないので、深い水に入ると即死してしまう。ボスは「凍土の支配者」ベフィモス。勝つと水ボムを使用できるようになる。
ウニ
名前のまま、海栗のモンスター。その場から動かずに垂直にジャンプするだけだが、そのトゲは爆弾を誘爆させる。
トリトン
半魚人のモンスター。近づくと槍で攻撃してくる。寒さが苦手なのか水ボムに弱い。
フロッギー
蛙のモンスター。近づくと長い舌で攻撃する。水ボムに弱い。
ブクブク
河豚のモンスター。爆風を当てると膨れる。ライフがなかなか減らないが、その皮膚の弱さから風ボムに弱い。
ツボキュー
蛸のモンスター。普段は壺に入っているのでオブジェと間違えやすい。近づくと足を出して攻撃する。足に触れると、ボンバーマンの移動速度を最低にされる。壺ごと移動することもある。
キューン
オットセイのモンスター。近くに爆弾があると拾って投げ返す（リモコンボムはその効力が失われる）。水ボムでライフを回復する。
ジャイアントクラブ
蟹のモンスター。時々吐く泡はボンバーマンの爆弾の火力を奪う。

風の惑星ホライゾン
古代遺跡が空中に浮遊する惑星。落下すれば即死してしまうので移動は慎重に行う必要がある。ボスは「暴風王」アスタロト。戦いに勝つと風ボムを使用できるようになる。
ジン
ランプの精のような敵。疾風の息を吐く。風の力を使う敵には水ボムがよく効く傾向がある。
ハーピィ
鳥人間のモンスター。竜巻を飛ばして攻撃する。接触すると火力が最低になる。
サーペント
蛇のモンスター。噛みつかれるとボンバーマンの操作が狂う。爬虫類なので水ボムに弱い。
ストーンガード
古代都市の騎士が石像となったもの。近づいたり爆弾を当てると石像ではなくなり動き出す。爆弾が近くにあると盾で押し返す。
ブラックシープ
羊のモンスター。一直線に体当たりをする。毛皮に覆われているため炎ボムに弱い。体当たりはボンバーマンの移動スピードを激減させる。

娯楽惑星スターライトカジノ
全てが人工的に作られた、カジノのためだけにある機械惑星。倒しにくい敵キャラクターが多い。ボス「雷帝」バアル。戦いに勝つと雷ボムを使用できるようになる。
スピンチップ
チップのモンスター。回転しながら不規則な動きをする。体当たりしかしないが、ダメージのほかに気絶もするので、立て続けに攻撃を受けてしまう危険がある。
マジシャン
魔法使い。発射される魔法に当たるとハムスターに姿が変わり、爆弾を設置できなくなる。倒してもマイナスアイテムを持っていることが多い。炎ボムは効かない。
T-1200
機械兵。鋭い爪を装着しており、弱点の雷ボムで攻撃すると雷球を発射して反撃をする。耐久力も高い。
ジュークネオン
ジュークボックスを改造した機械兵。規則的な動きしかしないが、耐久力が高いので雷ボムを手に入れるまでは厄介な障害物となる。
トランプナイツ
トランプ兵。スペード、ダイヤ、ハート、クラブの4種がおり、倒すことでステージをクリアするのに必要なアイテムを落とす場合がある。接触した場合は、スペードは所持金2500Gを失い、ダイヤは移動速度を最低にされ、ハートは火力が最低になり、クラブは爆弾設置数が最低になる。

土の惑星ネバーランド
生まれて間もない惑星で、大部分が溶岩で覆われ、その上に基地が建てられている。溶岩地帯に落下すれば即死、強力な敵キャラクターが登場するなど、難易度はかなり高まっている。ボスは「怒れる大地」モロク。戦いに勝つと土ボムを使用できるようになる。
B.H.Bソルジャー
中級戦闘員。アルカトラーズにいた下級兵よりも素早い動きをもって直接攻撃をしてくる。
ハウンドドッグ
犬を模した機械。爆弾を食べて分解してしまう。機械のため頑丈だが雷ボムには弱い。倒してもファイアーダウンを出すことが多い。
フレイムタイタン
全身が炎に覆われた巨人。炎の息を吐く。水ボムで冷やす・闇ボムに飲み込ませることでしか倒せない。
ファイアーボール
火球。地面から垂直に飛び出す。闇ボムに飲み込ませる以外に倒す方法は無い。

遊戯惑星ハッピーラント
巨大な遊園地がある惑星。陰険な敵キャラクターが多数登場する。ボスは「浄化の光」ゾニア。戦いに勝つと光ボムを使用できるようになる。
ボム・ザ・キャット
猫の姿をしたハッピーラント従業員。走ってきてパンチを繰り出し、当たると爆弾設置数が最低になる。倒してもボムダウンを落とすことが多い。見た目とは裏腹に耐久力もあるが、風ボムには弱い。
ゴースト
幽霊のモンスター。ゆっくり浮遊しているが突然瞬間移動を行う。光ボムだと一瞬で倒せる。
プテラノドン
名前そのままの翼竜。竜巻を巻き起こす息を吐く。寒さが苦手なので水ボムに弱い。
ボーンタンク
骸骨兵が乗り込んだ戦車。兵士は骨になってしまったので炎ボムは効かない。戦車から爆弾を発射して攻撃する。
メア・チャイルド
目が血走った子供の人形。爆弾で壊せる箱の中に隠れており、普段は動かないが一度近づくとどこまでも追ってくる。

流刑惑星デススター
1980年代のNY地下鉄を思わせるような、治安が極めて悪い都市惑星。見た目どおり敵が非常に強く、その攻撃によるダメージがどれも大きいために、自分の爆弾で自爆した方が被害が少ないことすらある。ボスは「闇の吐息」ベルゼバル。戦いに勝つと闇ボムを使用できるようになる。
リッパー
鉄仮面をかぶった荒くれ者。手にしたナイフは、直接斬りつけて攻撃する以外にも投げてくることがある。投げてきたナイフに当たるとボンバーマンの移動スピードが最低にまで落ち込む。ちなみに前作に登場する同名のボスとは無関係。
クレイジーライダー
バイクに乗った荒くれ者。高速で突っ込んでくる。バイクが機械であるために雷ボムに弱い。
ロードローラー
名前そのままの敵。普段は微動だにしないが、近づくか爆弾の爆風を当てると動き出す。小回りがよくきく。雷ボムに弱いが、耐久力が非常に高い。
ゾンビ
名前そのままの敵。ゆっくり移動して噛みついてくるだけだが、爆弾の火力を下げられてしまう。水ボム・光ボムに弱い。
シャドウビースト
闇のエネルギーを持つモンスター。光ボムだと一瞬で倒せるが、闇ボムだと逆にライフが回復していく。

巨大戦艦ノア
ブラックホールを発生させている、秘密結社B.H.B団の本部。総帥ルキフェルスを倒し、ブラックホールから脱出することが最終目的である。
B.H.Bソルジャー
上級戦闘員。ネバーランドにいた中級兵と同じ名前だがこちらのほうが強く、破壊力の高いレーザー銃を使う。
BH-TYPE03
B.H.Bソルジャーが乗り込んだ巨大な二足歩行型ロボット。豪腕から繰り出される巨大な爪と追跡速度の速い雷球で攻撃する。雷ボムに弱いが耐久力は並大抵ではなく、破壊しても降りたB.H.Bソルジャーが残っている。
BH-TYPE04
機械兵。爆弾を見つけると拾い上げて投げ捨ててしまう（リモコンの効力も失われる）。
ケルベロス
赤は炎と闇の性質を、青は水の性質を持ち、同じ性質の爆弾ではライフを回復されてしまう。
ソウルイーター
鎌を持った悪魔。浮遊しているので水ボムや光ボムが有効だが、耐久力が高い上に一度倒されても赤色に変色して復活する。B.H.Bソルジャーが持つ銃より強力なレーザーを放つ上に、鎌を使ってボンバーマンに死神を取り憑かせる。そうなった場合は爆弾で自爆するなどしてダメージを受けないと、一定時間後に死神に殺されてしまう。

## バトルモード
1-4人で対戦するモード。使用する爆弾はストーリーモードの炎ボムのみ。複数のステージの中から舞台を決め、あらかじめ設定した回数を勝った者が優勝となる。今作は5つのルールのバトルがある。ストーリーモードとは異なり、ライフは基本的に1ポイントしかないために、攻撃を一度受けると倒される。倒されると持っていたアイテムを周囲にばらまいてしまう。

### カスタムボンバー
前作『爆ボンバーマン』でも登場した、バトルで使用するボンバーマンをドレスアップさせることができる機能。各パーツはストーリーモードをプレイする過程で、ステージ内で獲得するか、ショップで購入すると使用できる。頭・体・腕・足ごとに様々なパーツがあり、ドレスアップさせたデータはコントローラパックに保存して使用する。装着したパーツによって見た目が変化するので個性的な姿になることができるほか、4つの部位のパーツを全て装着すると、ボムキックとボム投げを標準で使用できるようになる（倒されても失われない）。

### チャレンジバトル
既定の時間、ルールで、1人で3人のCPUキャラクターと対戦するモード。5つのバトルルールは最初から全てを選択できるわけではなく、「サバイバル」以外はこのチャレンジモードに挑戦しなければならない。それぞれのルールには5段階の難易度が設定されており、レベル1では1勝、レベル2では2勝で…という要領でバトルの勝利数が決まっている。優勝すると次の段階に進むことができ、レベル3を勝ち抜けば新たなルールを選択することが可能となる。
ここでは有利な条件で対戦できるカスタムボンバーは使用できず、逆にCPUはレベルが高くなると最初からアイテムを持っており（レベル3のCPUキャラはブーツとボムキック、レベル4と5では加えてグローブ、いずれも倒せば奪い取れる）、なおかつ「キング&ナイツ」ではプレイヤー1人対CPU3体に分かれるという非常に不利な条件のため、5段階目まで制覇するのはどのルールでも難しい。
チャレンジバトルの各レベルをクリアするごとに、対戦でCPUが使うキャラが増えていく。さらに、すべてのルールをレベル5まで勝ち抜くことで、CPUのみが使えるキャラクターをプレイヤーが使用できるようになる。ただし、レベル3以降のCPUキャラのアイテム初期装備は、CPU操作では反映されるが、プレイヤー操作では反映されない。
レベル2のCPUとして『てくてくエンジェル』に登場する「でぶジェル」「こぎゃるジェル」「ぱんだジェル」がゲスト出演している。

### ルール
サバイバル
唯一初めから遊べるゲーム。爆弾で相手を倒す、ボンバーマンシリーズおなじみの対戦ルール。倒された者から脱落し、最後まで生き残れば勝ち。詳細設定によっては、タイムが15以下になるとステージによって危険な攻撃（壁が狭まる、水が満ちてくるなど）が降り注ぐサドンデス、サドンデスが発動するまでに倒された者が半透明の姿でフィールドに残って、まだ生き残っている者に触れることにより一定時間、操作権を奪い取れるゴーストの要素もある。ゴーストに取り付かれた場合は気絶したときと同じく、ボタンを連打することで速く振りほどくことができる。なお、ゴースト状態は自ら爆弾を設置することはできないが、出現したアイテムを取って消してしまうことが可能。
バトルロイヤル
サバイバルのチャレンジモードでカップを3つ獲得すると遊べるようになる。互いに爆弾で攻撃をして、得点を競う。相手を倒すと+10点、相手に倒されると−5点、自爆したり場外に落とされると−15点となり、時間切れになった時に最も高い得点を得た者の勝ち。何度倒されてもすぐに復活することができる。なお、他人が置いた爆弾を蹴ったり投げたりした場合、その爆弾は自分のものとみなされる。
キング&ナイツ
バトルロイヤルのチャレンジモードでカップを3つ獲得すると遊べるようになる。2つのチームに分かれてバトルをする。ライフ制となっていてライフはチーム全員で共有する。プレイヤーは倒されてもすぐに復活することができるが、チームのライフが−1となる。また各チームに王がおり、王が倒されてしまうとライフ−3となる。先に相手チームのライフを0にするか、時間切れになった時にライフ残量が相手チームより多ければ勝ち（ライフの最大値は4、7、10から選択できる）。
王は動けないため、これを持ち運ぶために全員がグローブ標準装備となっている（倒されても失われない）。またステージ内には炎が燃え盛る台座が設置されているので、ここに相手や王を放り投げて倒すこともできる。
キートライアル
キング&ナイツのチャレンジモードでカップを3つ獲得すると遊べるようになる。画面が4分割され、各プレーヤーに1つの画面が割り当てられる（1P:左上、2P:右上、3P:左下、4P:右下）。フィールド上に出現する敵キャラクターや、ソフトブロックの中など、どこかに隠された3つの鍵を探し、このうち2つを手に入れた者の勝ち。鍵を入手するとそのプレイヤーの画面が一瞬光るが、それ以外に画面に表示される情報は無いため、相手プレイヤーの画面も見ておく必要がある。倒されてもすぐに復活することができるが、鍵を持っていた場合鍵を落としてしまう。
スコアアタック
キートライアルのチャレンジモードでカップを3つ獲得すると遊べるようになる。画面が4分割され、フィールド上に出現する敵キャラクターを倒すことで手に入る金貨や果物を手に入れることで得点が加算されていき、時間切れになった時に最も高い得点を得た者の勝ち。金貨や果物の種類によって得点の量がそれぞれ異なっている。倒されてもすぐに復活するが持っていた得点の20%を失い、その分の金貨や果物をばらまいてしまう。

### バトルオプション
TIME
一回の対戦の制限時間を設定できる。30/60/99/∞（無制限）。バトルロイヤルとスコアアタックは∞を選択できない。
WIN
対戦を行って何回勝利した人が優勝になるかを設定できる。1/3/5。
ゴースト
先にやられたキャラクターがゴーストになるかどうかを設定できる。サバイバルのみ設定可能。ON/OFF。
サドンデス
残り時間が15秒になるとマップが狭くなり、外周に触れてしまうとアウトとなる。サバイバルのみ設定可能。ON/OFF。
シャッフル
キャラクターの開始位置がランダムになる。ON/OFF。

### バトルステージ
バトルモードで使用できるステージは、使用するルールによって異なる。はじめに選べるのは各ルール4つで、ストーリーモードのショップでマップを「買う」ことで、さらに4つ増やすことができる。( ) 内は、選択可能ルール。
ノーマル（サバイバル、バトルロイヤル）
2Dのボンバーマンシリーズでおなじみの、等間隔でハードブロックが置かれている格子状ステージ。ただし設置されているソフトブロックの数は2D作品に比べ格段に少なく、実際は3Dなので斜め移動をしたりブロックの上に乗ることも可能。サバイバルでのサドンデス効果は、左右の壁が狭まってくる。
自然風景（サバイバル、バトルロイヤル、キング&ナイツ）
広さは普通。真ん中に川があり、平地との高低差がある。サドンデスは中央の川がだんだん深くなる。
南の島（サバイバル、バトルロイヤル）
全体的に広い。真ん中に1本だけヤシの木があり、登ることができる。島の外は場外になっており、気絶しているときに投げられたり、デビルを取ったときに発動する竜巻で飛ばされると即死になる。サドンデスは島の周囲から水が満ちてくる。
ミニチュアシティ（サバイバル、バトルロイヤル）
名前の通り狭い。都市をモチーフにしたステージ。大きなビルは数回爆風を当てないと壊せない。サドンデスは空中からミサイルが落とされる。時間が経つほど爆風も大きくなる。
廃坑（サバイバル、バトルロイヤル）
ステージが狭く、障害物も少ない。見た目ではわかりにくいが少々の高低差がある。ドクロ・デビルが出やすい。サドンデスは岩が落ちてくる。落ちる岩に直接つぶされると即死、また砕けた岩に当たると気絶してしまう。
砂漠の神殿（サバイバル、バトルロイヤル）
やや広め。中央にある流砂は画面下へと常時流れており、流れに逆らうと動きが鈍くなる。神殿部分との高低差が激しい。サドンデスは画面下から水が満ちてくる。
クリスタルフロア（サバイバル、バトルロイヤル、キング&ナイツ）
広さは普通だが、床が氷のようにつるつるで一度動くと止まれなくなる。サドンデスはミサイルが落とされる。
つり橋（サバイバル、バトルロイヤル、キング&ナイツ）
とても広い。画面上と中央に橋がある。橋の下は谷で、高低差が激しい。サドンデスは岩が落ちてくる。
祭壇（キング&ナイツ）
広さは普通。でこぼこや柵が多い。画面中央が山になっているので有利に戦える。
ホワイトエリア（キング&ナイツ、キートライアル）
とても広く、名の通り床が白いうえ、中央は氷でつるつるすべる。
浅瀬川（キング&ナイツ、スコアアタック）
中央に川が流れており、それを隔てるようにちょっとした柵が立てられている。
戦乱の宮殿（キング&ナイツ、キートライアル、スコアアタック）
やや広め。左側が少し高くなっておりやや有利。しかしチャレンジゲームではプレイヤーが右側になるので、不利な状況で戦うことになる。
空中庭園（キング&ナイツ、キートライアル）
やや広め。中央の草原は深く、置いた爆弾がほとんど隠れてしまう。
城の中庭（キートライアル、スコアアタック）
広いうえに立体的で地形が複雑。画面上は最も高くなっており、はしごで登れる。
地下迷宮（キートライアル）
全体が入り組んだ迷路になっている。曲がりくねっているため爆風の飛び方も変わる。
草原地帯（キートライアル）
スタート地点の足場以外全体が草原になっており、ところどころ深くなっている部分もある。相手や自分の位置を見失いやすい。
地底の河（キートライアル、スコアアタック）
中央に濁った川が流れている。全体が暗く爆弾の位置が見づらい。
飛空回廊（キートライアル）
全員画面右からスタートし、左にアイテムが集まっている。ステージ下は場外。
牧場（スコアアタック）
全員が隔離されており、相手を倒して得点を奪うことができない、特殊なステージ。
夜の牧場（スコアアタック）
基本的に牧場と同じだが、画面が暗くなり出てくる敵の動きが速くなっている。
浮遊城内（スコアアタック）
画面上下で高低差があり、やや複雑。画面中央は穴が開いており、場外となる。
カジノ（スコアアタック）
見た目の派手さ以外、広さなどはいたって普通。一切高低差がないので、ボムキックが使いやすい。

## 関連書籍
- 爆ボンバーマン2 公式ガイドブック
  - 2000年、小学館、ISBN 4-09-102803-9